# Khoksa
Khoksa è un sottodistretto (upazila) del Bangladesh situato nel distretto di Kushtia, divisione di Khulna. Si estende su una superficie di 99,17 km² e conta una popolazione di  93.371 abitanti (dato censimento 1991).